# 庫金卡河
庫丁卡河（烏克蘭語：Кудинка），是烏克蘭的河流，屬於南布格河的左支流。該河發源自利薩尼夫齊，流經赫梅利尼茨基州的赫梅利尼茨基區，河道全長22公里，流域面積85.3平方公里。